# Hannah Teter
Hannah Teter (ur. 27 stycznia 1987 w Mount Holly) – amerykańska snowboardzistka, dwukrotna medalistka olimpijska i brązowa medalistka mistrzostw świata.

## Kariera
Po raz pierwszy na arenie międzynarodowej pojawiła się 15 grudnia 2000 roku w Okemo, gdzie w zawodach FIS Race zajęła 27. miejsce w halfpipe'ie. W 2002 roku wystąpiła na mistrzostwach świata juniorów w Rovaniemi, zdobywając złoty medal w tej samej konkurencji. Była tam też czternasta w snowcrossie.
W zawodach Pucharu Świata zadebiutowała 12 września 2002 roku w Valle Nevado, zajmując 18. miejsce w halfpipe’ie. Tym samym już w swoim debiucie wywalczyła pierwsze pucharowe punkty. Na podium zawodów tego cyklu po raz pierwszy 2 marca 2003 roku w Sapporo, kończąc rywalizację na pierwszej pozycji. W zawodach tych wyprzedziła Nataszę Zurek z Kanady i swą rodaczkę, Tricię Byrnes. Najlepsze wyniki osiągnęła w sezonie 2002/2003, kiedy to zajęła 12. miejsce w klasyfikacji generalnej. W sezonie 2014/2015 zajęła 17. miejsce w klasyfikacji generalnej AFU i czwarte w klasyfikacji half-pipe'a.
W 2006 roku wywalczyła złoty medal w half-pipe'ie na igrzyskach olimpijskich w Turynie. Wyprzedziła tam swą rodaczkę, Gretchen Bleiler i Kjersti Buaas z Norwegii. Cztery lata później, podczas igrzysk w Vancouver, nie obroniła tytułu, zajęła drugie miejsce za Australijką Torah Bright. Była też czwarta na igrzyskach olimpijskich w Soczi w 2014 roku, gdzie walkę o podium przegrała z kolejną rodaczką - Kelly Clark. Zdobyła też brązowy medal na mistrzostwach świata w Whistler w 2005 roku, plasując się za Francuzką Doriane Vidal i Manuelą Pesko z Kanady.
W 2005 roku wystąpiła w filmie "First Descent".

## Osiągnięcia

### Igrzyska olimpijskie
| Miejsce | Dzień     | Rok  | Miejscowość | Konkurencja | Zwyciężczyni       |
| ------- | --------- | ---- | ----------- | ----------- | ------------------ |
| 1.      | 13 lutego | 2006 | Turyn       | Halfpipe    | -                  |
| 2.      | 18 lutego | 2010 | Vancouver   | Halfpipe    | Torah Bright       |
| 4.      | 12 lutego | 2014 | Soczi       | Halfpipe    | Kaitlyn Farrington |

### Mistrzostwa świata
| Miejsce | Dzień       | Rok  | Miejscowość | Konkurencja | Zwyciężczyni  |
| ------- | ----------- | ---- | ----------- | ----------- | ------------- |
| 3.      | 22 stycznia | 2005 | Whistler    | Halfpipe    | Doriane Vidal |

### Puchar Świata

#### Miejsca w klasyfikacji generalnej
- sezon 2002/2003: 12.
- sezon 2003/2004: -
- sezon 2004/2005: -
- sezon 2005/2006: 41.
- sezon 2008/2009: 45.
  - AFU[2]
- sezon 2012/2013: 22.
- sezon 2013/2014: 71.
- sezon 2014/2015: 17.
- sezon 2015/2016: 41.
- sezon 2016/2017: 37.

#### Zwycięstwa w zawodach
1. Sapporo – 2 marca 2003 (halfpipe)
2. Valle Nevado – 13 września 2003 (halfpipe)
3. Sapporo – 22 lutego 2004 (halfpipe)
4. Saas-Fee – 29 października 2004 (halfpipe)
5. Valle Nevado – 5 września 2005 (halfpipe)
6. Valle Nevado – 14 września 2005 (halfpipe)

#### Pozostałe miejsca na podium w zawodach
1. Bardonecchia – 7 lutego 2003 (halfpipe) - 2. miejsce
2. Cypress – 14 lutego 2009 (halfpipe) - 3. miejsce
3. Copper Mountain – 6 grudnia 2014 (halfpipe) - 3. miejsce

- W sumie (6 zwycięstw, 1 drugie i 2 trzecie miejsca).